# Ејлсбери
Ејлсбери (енгл. Aylesbury) је град у Уједињеном Краљевству у Енглеској. Према процени из 2007. у граду је живело 77.405 становника.

## Становништво
Према процени, у граду је 2008. живело 77.405 становника.
| 1981.  | 1991.  | 2001.  |
| ------ | ------ | ------ |
| 51,999 | 58,058 | 69,021 |